# Phaeopholiota crinipellis
Phaeopholiota crinipellis är en svampart som beskrevs av Locq. & Sarwal 1983. Phaeopholiota crinipellis ingår i släktet Phaeopholiota och familjen Agaricaceae.   Inga underarter finns listade i Catalogue of Life.